# 豊原謙二郎
豊原 謙二郎（とよはら けんじろう、1973年4月15日 - ）は、NHKの元アナウンサー。

## 人物
神奈川県藤沢市出身。中学2年の時、雪の中で行われた関東大学ラグビー対抗戦グループ・早稲田大学対明治大学（俗に言う「雪の早明戦」）をテレビで見たことをきっかけに神奈川県立湘南高等学校進学後にラグビーに打ち込む。ポジションはフォワード（フランカー）で、主将としてチームを県大会ベスト8に率いた。早稲田大学卒業後、1996年にNHK入局。
2箇所目の赴任地である京都局で本格的にスポーツアナウンサーを目指すべく自主練に取り組み、以後、数多くのスポーツ実況を担当している。
2023年4月15日付でエグゼクティブアナウンサー（局次長級、局長級、理事待遇）に昇格。2025年3月、NHKを退局。退局後はSUPER GTなどに参戦しているレーシングチームであるつちやエンジニアリングの広報を担当しており、2025年5月13日に個人事務所『INFINITY MOMENT』を立ち上げ、公式YouTubeチャンネルと各種公式SNSの開設した。

## 仕事に関する挿話
- 初任地の佐賀局では、豊原自身がモータースポーツ好きだったこともあり、ロードレース世界選手権（MotoGP）に参戦していた佐賀県出身のオートバイレーサーである眞子智実の長期取材を続け、最終的に一本の番組になったことがその後の自信につながった[5]。一方で、高校野球の地方大会（秋季大会）で初めてラジオ実況を担当した際には、マウンドで投手が屈伸をしたとき、「屈伸」という言葉が出て来ずに「ピッチャーが懸垂しました!」と言ってしまうなど失敗も数多くあったという[2]。
- 2011年から4年10か月在籍した仙台局では地元の東北楽天ゴールデンイーグルス戦の実況を多く担当。楽天が日本一になった2013年の日本シリーズでは第2戦（BS1)・第6戦（ラジオ第1）で実況を担当した。後述のラグビーワールドカップ2015への現地派遣も、ペナントレース終盤戦にさしかかっていたため、同年の楽天の成績如何では派遣が見送られていたかもしれないと述懐している[4]。
- 2015年にイングランドで開かれたラグビーワールドカップ2015では1次リーググループBの日本代表戦のうち、ブライトン・コミュニティー・スタジアムで行われた南アフリカ代表戦（現地解説は薫田真広、BS1で生中継）と、ミルトン・キーンズ・スタジアム:mkで行われたサモア代表戦（現地解説は砂村光信）の2試合の実況を担当。後に「世紀の番狂わせ」と称される南アフリカ代表との試合について、豊原は芝の状態と南アフリカ代表のメンバーリストを見て試合前の時点で善戦を予想[4]。試合終了直前には、日本のカーン・ヘスケスが逆転トライを決めた場面で「行けー! 行けー! トラーイ! ニッポン、ニッポン! 逆転!」と絶叫した後、35秒間無言を貫き、歓声と歓喜の映像に身を任せきった[11]。トライ後に沈黙を選択したのは、「何かを喋ったら堪えていたものが決壊するな」という実感に加えて、スポーツアナウンサーの先輩である山本浩の「テレビは映像のメディア。映像にパワーがあるときは、どんなコメントもそのパワーには勝てない」という言葉を思い出したからだという[4]。なお、このときの「絶叫」と「沈黙」は、後に五郎丸歩に「あの南アフリカ戦の最後のトライで2分黙っておられましたが…（自分は）もうちょっと長い時間黙っておこうかなと」といじられるなど、語り草になっている[12]。
- 2016年リオデジャネイロオリンピックではジャパンコンソーシアムの一員として派遣され、柔道などを担当。男子柔道100キロ超級決勝・テディ・リネール（フランス）対原沢久喜（日本）の試合では、指導の差を守って逃げ切りを図るべく組み合わない柔道を続けるリネールに対し「組んで投げる。そのルール改正の集大成の試合になります」「技による攻防が見たい!」と叫び、そのまま試合が終了してリネールの勝利が決まると「原沢、柔道をさせてもらえませんでした」「救われた思いがするのは、ブラジルのファンが原沢の健闘をたたえてくれたことです」と観戦者の気持ちを代弁するかのような感情的なコメントを発した[5][13]。
- 2019年に日本で開催されたラグビーワールドカップ2019でも1次リーググループAの日本代表対アイルランド代表戦（静岡エコパスタジアム、総合で生中継）の実況を担当。試合終了直後に「日本、前回大会南アフリカに続いて、2回めのジャイアントキリング!! もうこれは、奇跡とは言わせない!!」とコメントして話題となった[6]。また、同大会の準々決勝・日本代表対南アフリカ代表戦（東京スタジアム）ではスタジオパートの進行を担当し、日本の敗退が決まった試合終了後に「私たちはあえてプラスの意味をもってお伝えしたいのですが」と前置きした上で「（ラグビーの）“にわかファン”と呼ばれる人たちが、本当にこれだけ生まれた。これはまた本当に大きなことですよね」と発言、特設スタジオにいた五郎丸も同調したほか、多くの共感を得た[14][15]。なお、この「にわかファン」という言葉は、2019年の新語・流行語大賞ノミネート30語の一つに選ばれている[16]。

## 過去の担当番組
佐賀放送局時代
京都放送局時代
大阪放送局時代（1度目）（ - 2005年度）
- かんさいニュース1番「かんさいスポーツスペクタクル」

東京アナウンス室時代（1度目）（2006年度 - 2011年9月）
- NHKニュースおはよう日本（土曜・日曜・祝日スポーツコーナー、2006年4月 - 2009年3月）
- みんなで応援!大リーグ2007（2007年5月6日、BS1・司会）
- 北京オリンピック（2008年、現地（北京）スタジオキャスター）
- スポーツ大陸（不定期、ナレーション）
- きょうのニュース&スポーツ（2009年9月7日 - 18日、藤井彩子の代打）
- NHKスペシャル（ナレーション）
  - 「ミラクルボディー」シリーズ（2008年、全4回）
  - 「低炭素社会に踏み出せるか〜問われる日本の進路〜」（2008年6月1日）
  - 「証言ドキュメント 永田町 権力の興亡〜」（2009年11月1日 - 3日）
- 第44回スーパーボウル（2010年2月7日）

仙台放送局時代（2011年10月 - 2015年9月）
- NHKスペシャル（ナレーション）
  - 「証言ドキュメント 永田町 権力の漂流」（2011年12月25日）
- ろーかる直送便 東北Z （ナレーション）
  - 「死者たちの声〜福島・震災関連自殺〜」（2015年3月4日）
- NEXT 未来のために 「アメリカ発 新産業革命の衝撃 岐路に立つ日本の製造業」（ナレーション・2015年6月3日）
- 明日へ -支えあおう-  生命に何が起きているのか 〜阿武隈山地・科学者たちの挑戦〜（ナレーション・2015年6月7日）

大阪放送局時代（2度目）（2015年10月 - 2017年度）
- 関西のニュース・中継・リポート
- ニュース845～関西のニュースと気象情報～（不定期）

東京アナウンス室時代（2度目）（2018年度 - 2023年度）
- NHKニュースおはよう日本 スポーツキャスター（2度目）（祝日を除く月曜～金曜、武本大樹との隔週担当）（2018年4月2日 - 2020年9月25日)
- サンデースポーツ キャスター（2020年10月4日 - 2024年3月24日）
- 2020年東京オリンピック・開会式実況（2021年7月23日） - 和久田麻由子アナウンサーと共に
- NHKスペシャル
  - TOKYO 2020 私たちの闘い（2021年8月9日） - メインキャスター、和久田麻由子アナウンサーと共に
  - サムライブルー ドイツ攻略 ベスト8への道（2022年11月20日） - 語り
- FIFAワールドカップ2022 - スタジオ進行
  - デイリーハイライト（2022年11月22日 - 2022年11月25日、2022年11月28日）
  - まもなく日本対ドイツ キックオフ直前スペシャル（2022年11月23日） - 中川安奈アナウンサーと共に
  - グループE「日本」対「ドイツ」（2022年11月23日 - 2022年11月24日） - 中川安奈アナウンサーと共に
- Going!Sports&News（日テレ・2023年9月2日） - NHKと日テレで中継するラグビーワールドカップ2023関連で出演[17][18]。
- ラグビーワールドカップ2023（総合・BS4K・NHKプラス・BS1）
  - 開会式（2023年9月9日） - 現地特設スタジオ進行（現地解説：廣瀬俊朗・山村亮、ゲスト：冨田真紀子）
  - まもなく日本代表初戦!チリ戦直前情報（2023年9月10日） - 現地特設スタジオ進行
  - 1次リーグ・グループD「日本」対「チリ」（2023年9月10日） - 現地特設スタジオ進行（試合開始30分前から同15分前までのみ出演）
  - NHKスペシャル「“強者のラグビー”へ ワールドカップ日本代表」（2023年9月17日・生放送） - 現地特設スタジオから出演（五郎丸歩とともに）
  - 1次リーグ・グループD「日本」対「イングランド」（2023年9月18日） - 現地実況（現地解説：廣瀬俊朗・山村亮）
  - 準決勝「イングランド」対「南アフリカ」（2023年10月22日） - 現地実況（現地解説：廣瀬俊朗）

名古屋放送局時代（2024年度）
- まるっと!（キャスター : 2024年4月1日 - 2025年2月28日）[19]
- 東海3県・東海北陸のニュース
- スポーツ中継（プロ野球・高校野球・ラグビー・陸上・五輪パラなどの実況担当）